# Baker Mayfield
Pour les articles homonymes, voir Mayfield.
(en) Statistiques sur pro-football-reference
Baker Reagan Mayfield, né le 14 avril 1995 à Austin au Texas, est un joueur professionnel américain de football américain évoluant au poste de quarterback dans la National Football League (NFL) depuis la saison 2018 et jouant actuellement pour les Buccaneers de Tampa Bay.
Au niveau universitaire, il a joué pour les Red Raiders de Texas Tech et ensuite pour les Sooners de l'Oklahoma dans la NCAA Division I FBS. Sélectionné dans la première équipe All-America en 2017, il se voit également décerner le trophée Heisman, le Maxwell Award et le Walter Camp Award.
Choisi par la franchise des Browns de Cleveland, Mayfield est le premier joueur sélectionné lors de la draft 2018 de la NFL. Après quatre saisons avec les Browns, il est échangé aux Panthers de la Caroline avant le début de la saison 2022 mais demande et obtient son transfert aux Rams de Los Angeles le 6 décembre 2022.
Le 16 mars 2023, Mayfield rejoint les Buccaneers de Tampa Bay.

## Biographie

### Jeunesse
Mayfield est le quarterback titulaire des Cavaliers, équipe de football américain de la Lake Travis High School. Il conduit le lycée Lake Travis à un bilan de 25 victoires pour 2 défaites en deux saisons et remporte le championnat d'État en 2011. Il termine sa carrière lycéenne avec un total de 6 255 yards et 67 passes de touchdown contre 8 interceptions.

### Carrière universitaire

#### Texas Tech
Peu de temps avant le début de la saison 2013, Mayfield est désigné quarterback titulaire des Red Raiders de Texas Tech à la suite d'une blessure au dos du titulaire Michael Brewer (précédemment quarterback de la Lake Travis High School comme Mayfield). Il serait le premier quarterback walk-on (joueur universitaire n'ayant pas reçu de bourse sportive) à être titularisé dès sa saison comme freshman dans la NCAA Division I FBS.
Lors de son premier match contre SMU, Mayfield gagne 413 yards à la passe et inscrit quatre touchdowns. Les 43 passes réussies sur 60 tentatives en un match brisent le record de l'université détenu par Billy Joe Tolliver. Il n'était qu'à quatre passes du record de la Division I FBS,. Pour cette performance, Mayfield est nommé joueur offensif de la semaine de la conférence Big 12. Il est le premier quarterback freshman de l'université Texas Tech à y être nommé depuis l'ex-entraîneur principal des Red Raiders, Kliff Kingsbury, en 1999.
À la suite de la deuxième victoire des Red Raiders sur les Lumberjacks de Stephen F. Austin (en), les 780 yards et les 7 touchdowns inscrits à la passe par Mayfield dépassent le précédent record de 755 yards et 6 touchdowns établis en dix matchs par Aaron Keesee, dernier quarterback freshman de Texas Tech. Blessé, Mayfield est remplacé par Davis Webb. Il termine la saison avec 2 315 yards, 218 passes complétées sur 340 tentées et 12 touchdowns contre 9 interceptions.
Mayfield fait partie des dix demi-finalistes du trophée Burlsworth en novembre. Ce prix est décerné au meilleur joueur de football de la Division-I qui a commencé sa carrière universitaire comme joueur walk-on.
Il remporte le titre de joueur offensif de l'année 2013 de la conférence Big 12. Il annonce son intention de quitter Texas Tech en estimant qu'il y a une « mauvaise communication » entre lui et ses entraîneurs,,.

#### Oklahoma
Mayfield s'inscrit à l'université de l'Oklahoma en janvier 2014 sans avoir contacté au préalable les entraîneurs des Sooners. Dans une interview accordée à ESPN, Mayfield précise qu'il songeait à un transfert en raison de problèmes liés aux bourses d'études à Texas Tech et qu'il avait l'impression qu'après avoir été désigné titulaire, les choses avaient évolué de façon « non équitable »,. L'entraîneur principal de Texas Tech Kliff Kingsbury nie les propos de Mayfield relatifs aux bourses d'études.
En février 2014, Bob Stoops, entraîneur principal des Sooners, confirme que Mayfield va rester chez eux. Mayfield n'est pas éligible pour jouer avant la saison 2015 et perd une saison d'éligibilité en raison des règles de transfert au sein de la Conférence Big 12 malgré un appel introduit au sujet de ces restrictions de transfert.

##### Saison 2015
Le 24 août 2015, Mayfield est désigné quarterback titulaire des Sooners au détriment de Trevor Knight (en),.
Le 6 septembre 2015, Mayfield affronte Akron. Il totalise 388 yards, 3 touchdowns et 23 passes réussies pour une victoire 41 à 3.
Lors du deuxième match de la saison 2015, les Sooners jouent contre Tennessee au Neyland Stadium. Les Sooners sont classés 19es et les Volunteers 23es. Mayfield entre très lentement dans le match, n'atteignant pas le milieu de terrain avant les 13 minutes restantes du quatrième quart-temps. Oklahoma remonte d'un déficit de 17 points pour remporter le match en double prolongation pour gagner le match 31 à 24. Mayfield amasse 187 yards, trois touchdowns et réussit 19 passes contre deux interceptions en début du match. Lors du troisième match face à Tulsa, dans la victoire de 52 à 38, Mayfield gagne 487 yards à la passe et inscrit quatre touchdowns, avec notamment 316 yards gagnés à la mi-temps. Il gagne également 85 yards et inscrit deux touchdowns supplémentaire par la course,.
Mayfield termine l'année avec 3 700 yards à la passe et 36 touchdowns contre 7 interceptions. Il termine quatrième au trophée Heisman, et aide Oklahoma à atteindre la demi-finale du championnat national, qui se solde par une défaite à l'Orange Bowl contre les Tigers de Clemson sur le score de 17 à 37.

##### Saison 2016
Le 22 octobre, lors de la victoire de 66 à 59 contre son ancienne équipe, les Red Raiders de Texas Tech, Mayfield gagne 545 yards et inscrit 7 touchdowns dans le duel historique l'opposant au quarterback Patrick Mahomes. Mahomes gagne quant à lui 734 yards et inscrit 5 touchdowns, battant Mayfield au niveau des statistiques. Ce match bat ainsi plusieurs records au niveau du nombre de passes en un match.
Au cours des cinq derniers matchs de la saison régulière, Mayfield totalise 1 321 yards, 15 touchdowns et 3 interceptions, avec en plus 3 touchdowns inscrits par la course. Les 5 matchs se terminent par des victoires pour les Sooners.
En décembre 2016, Mayfield et sa cible principale, le wide receiver Dede Westbrook (en), sont finalistes au trophée Heisman pour cette saison. Il est également annoncé qu'ils joueront le Sugar Bowl 2017. Mayfield termine finalement troisième dans les votes au trophée Heisman.
Lors du Sugar Bowl, Mayfield aide les Sooners à battre Auburn 35 à 19. Il termine le match avec 19 passes réussies, gagnant 296 yards et inscrivant deux touchdowns, ce qui lui permet de remporter le titre de MVP du match.

##### Saison 2017

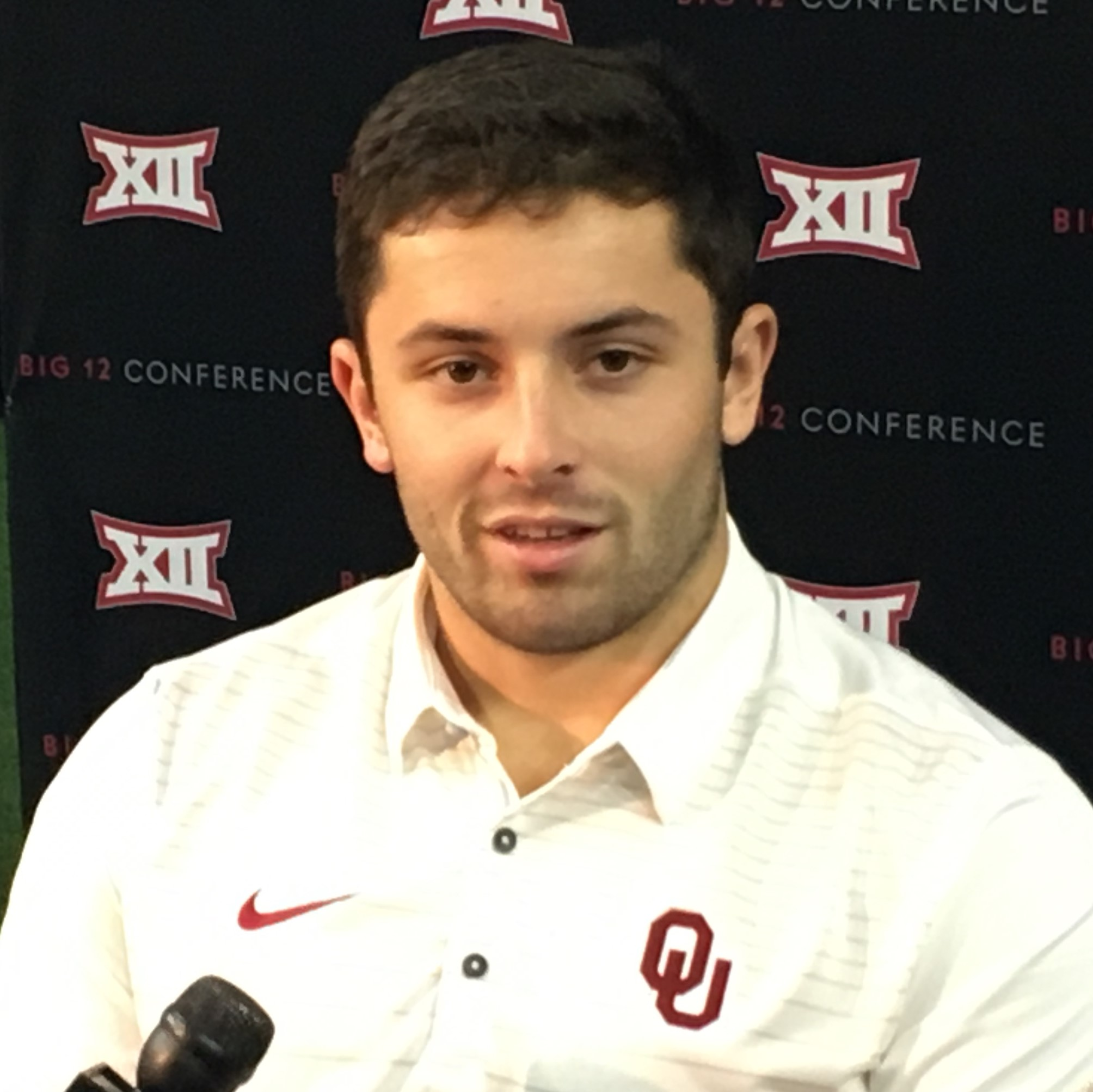
Baker Mayfield aux Big 12 Conference Media Days à Frisco au Texas.

Le 9 septembre 2017, après une victoire face aux Buckeyes d'Ohio State, Mayfield plante le drapeau des Sooners de l'Oklahoma au milieu du « O » peint au centre de l'Ohio Stadium, provoquant une réaction publique majeure. Mayfield présente des excuses peu de temps après,.
Le 4 novembre 2017, Mayfield compile 598 yards, un record de l'université, contre les rivaux de l'université d'État de l'Oklahoma. Il termine avec 24 passes réussies, cinq touchdowns par la passe et une victoire au compte de 62 à 52. Mayfield termine ainsi sa carrière universitaire avec trois victoires en trois départs comme quarterback titulaire de l'Oklahoma dans la Bedlam Series.
En novembre 2017, Mayfield fait de nouveau parler de lui après une interaction lors du match contre Kansas. Mayfield est aperçu en train d'empoigner son entre-jambe et dire « « Va te faire foutre ! » » (« Fuck you ! ») à l'entraîneur de l'équipe adverse, en plus de dire aux fans des Jayhawks de « plutôt encourager leur équipe de basket-ball » (« Go cheer on basketball »). Par la suite, Mayfield présente publiquement à nouveau ses excuses,. Quelques jours après la victoire 41 à 3 sur Kansas, l'entraîneur principal des Sooners, Lincoln Riley, annonce que Mayfield ne commencera pas le prochain match contre l'université de Virginie-Occidentale en raison de ses actions contre Kansas.
Le 2 décembre 2017, Mayfield conduit les Sooners lors de la finale de conférence Big 12 (interrompue pendant six ans). Ils gagnent le match 41 à 17 face aux Horned Frogs de TCU, remportant ainsi leur troisième titre consécutif de champion de la Big 12. Mayfield remporte le titre de MVP du match. Oklahoma se qualifie ainsi pour une deuxième participation au College Football Playoff en trois ans. Les Sooners perdent la demi-finale jouée lors du Rose Bowl sur le score de 54 à 48 face aux Bulldogs de la Géorgie en demi-finale nationale.
Mayfield remporte le trophée Heisman et loin devant le deuxième. Il reçoit 732 votes de première place et un total de 2 398 points. Cela se traduit par 86 % des points possibles, soit le troisième pourcentage le plus élevé depuis la remise de ce trophée. Mayfield devient de plus le premier joueur walk-on à remporter ce trophée,.

#### La «règle Baker Mayfield»
Lorsque Mayfield a été transféré de Texas Tech à Oklahoma après sa première année universitaire, il a porté en appel auprès de la NCAA pour lui permettre de jouer immédiatement avec Oklahoma, sans devoir attendre une année pour jouer, au motif qu'il était un joueur walk-on et non boursier de Texas Tech. Il invoquait que les règles de transferts applicables aux joueurs boursiers ne devaient pas être appliquée dans son cas. La NCAA a rejeté son appel, car il ne répondait pas aux critères. Les règles de la conférence Big 12 stipulent en outre que les transferts intra-conférences perdent une année d'admissibilité au-delà de la période d'un an sans jouer imposée par la NCAA. Mayfield a tenté de porter en appel sa perte d'admissibilité initiale auprès des représentants sportifs du corps professoral de la Big 12, mais cet appel a été rejeté en septembre 2014.
Des responsables d'Oklahoma ont demandé aux responsables de Texas Tech d'autoriser l'éligibilité immédiate de Mayfield, mais les responsables de Texas Tech ont refusé et ont rejeté cette demande avant d'accorder néanmoins une libération en juillet 2014. Mayfield est ainsi obligé de faire l'impasse sur la saison 2014, perdant une année d'admissibilité en vertu des règles en vigueur,
Le 1er juin 2016, les représentants de la conférence Big 12 ont voté contre une proposition de règlement qui permettrait aux joueurs walk-on d'être transférés au sein de la conférence sans perdre une année d'admissibilité. Le lendemain, la proposition de règle a été modifiée pour permettre aux joueurs walk-on, sans offre de bourse écrite de la part de l'école vers laquelle ils sont transférés, d'être transférés dans la conférence sans perdre une saison d'éligibilité. Les représentants sportifs de la faculté ont approuvé la proposition modifiée par 7 voix contre 3. Le changement de règle a permis à Mayfield de jouer pour Oklahoma jusqu'à la saison 2017. Texas Tech a voté en faveur de cette règle,.

### Carrière professionnelle
| Taille | Poids | Bras   | Main   | Sprint   | Sprint   | Sprint   | Shuttle 20 yards | 3 cones drill | Détente   | Détente     | Développé couché | Test Wonderlic |
| Taille | Poids | Bras   | Main   | 40 yards | 10 yards | 20 yards | Shuttle 20 yards | 3 cones drill | verticale | horizontale | Développé couché | Test Wonderlic |
| 1,84 m | 98 kg | 0,77 m | 0,23 m | 4,84 s   | 1,72 s   | 2,84 s   | 4,28 s           | 7 s           | 0,74 m    | 2,82 m      | 25 reps          | -              |

Mayfield est sélectionné en tout premier choix lors de la draft 2018 de la NFL par les Browns de Cleveland. Il signe le 24 juillet 2018 un contrat de débutant de quatre ans avec les Browns pour un montant garanti de 32,68 millions de dollars.

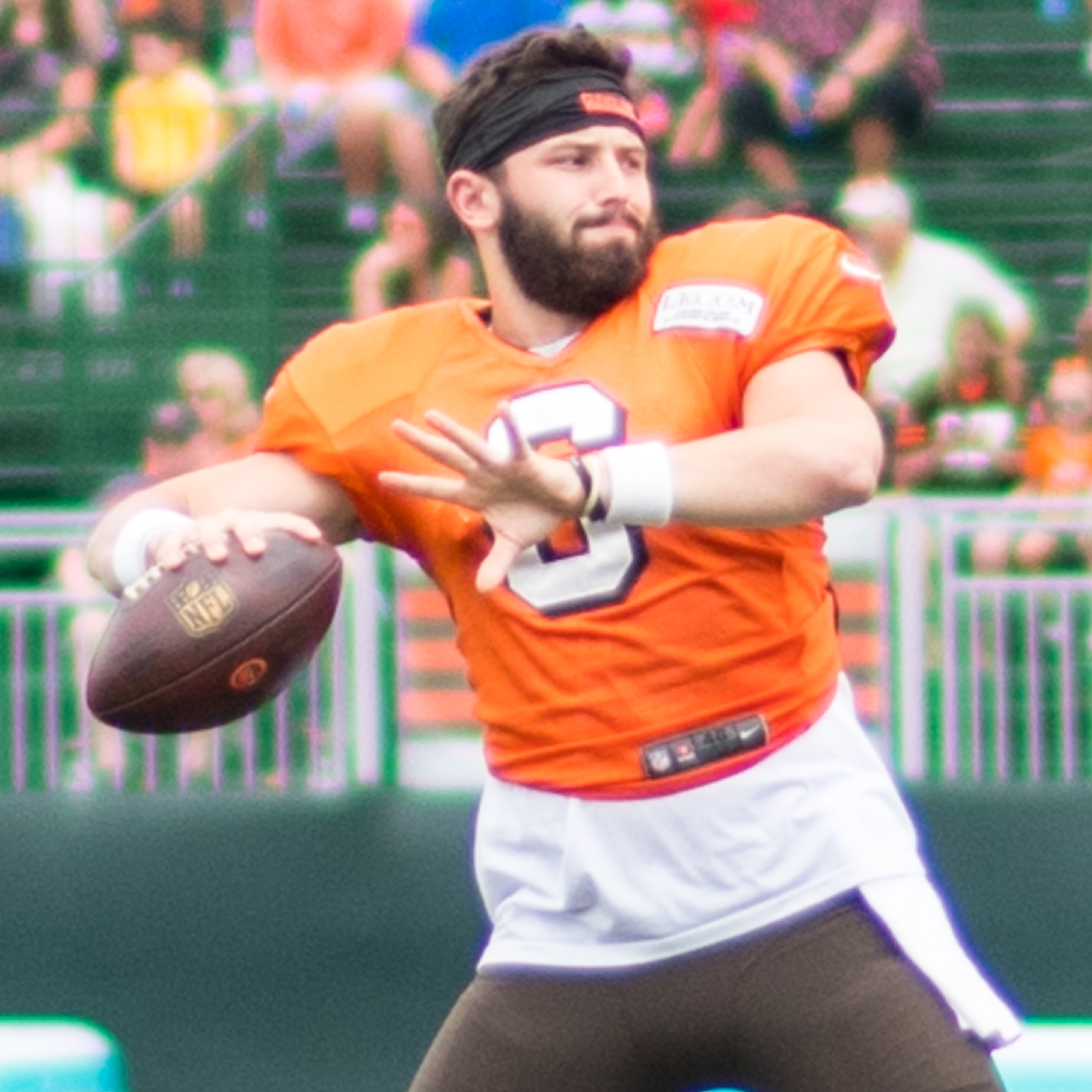
Mayfield lors d'un camp d'entraînement en 2018.

#### Browns de Cleveland

##### Saison 2018

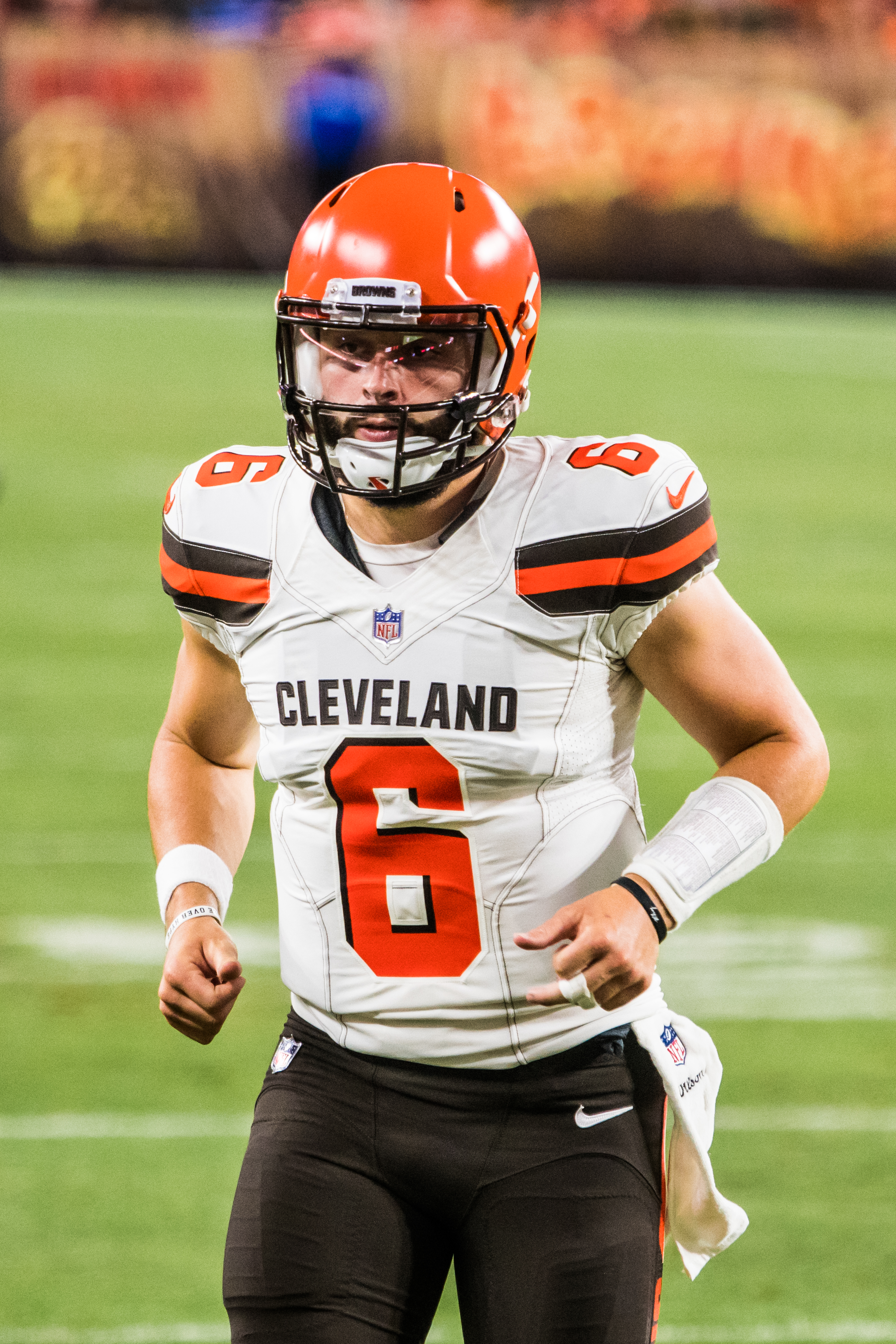
Première apparition de Mayfield le 9 août 2018, lors du match de pré saison contre les Giants de New York.

Mayfield joue son premier match de saison régulière dans la 3e semaine lors du match du jeudi contre les Jets de New York. Il est amené à remplacer Tyrod Taylor, blessé, alors que son équipe est menée 14 à 0. Il réussit 17 des 23 passes tentées et lance pour un gain de 201 yards, renversant la situation et permettant aux Browns de l'emporter 21 à 17. Cette victoire met fin à la série de 19 matchs sans victoire de la franchise (635 jours),. Mayfield devient le premier joueur depuis Fran Tarkenton en 1961 qui, bien que n'ayant pas commencé le match, à avoir réussi à lancer pour plus de 200 yards tout en remportant la victoire.
Il est titularisé la semaine suivante, devenant le 30e quarterback titulaire des Browns depuis leur retour dans la NFL en 1999, malgré la défaite 42 à 45 en prolongation chez les Raiders d'Oakland. En 5e semaine, Mayfield gagne 342 yards à la passe et inscrit un touchdown, remportant en prolongation son premier match comme titulaire, sur le score de 12 à 9 contre les Ravens de Baltimore. En 10e semaine, Mayfield conduit les Browns à la victoire de 28 à 16 contre les Falcons d'Atlanta, gagnant 216 yards à la passe, inscrivant trois touchdowns et obtenant une évaluation de 151,2, le tout sans interception. La semaine suivante, Mayfield et les Browns remportent leur première victoire en déplacement depuis 2015 chez les Bengals de Cincinnati, match où il inscrit quatre touchdowns.
Durant la 16e semaine, il réussit 27 passes sur 37 tentatives pour 284 yards et 3 touchdowns sans être intercepté, remportant le match 26 à 18 contre les Bengals de Cincinnati, ce qui lui vaut le titre de meilleur joueur offensif de la semaine dans l'AFC. Il remporte également, pour la sixième fois, le prix du début de la semaine Pepsi désigné à la suite du vote des supporters. Le 29 décembre 2018, Mayfield doit payer une amende de 10,026 dollars à la suite d'une conduite antisportive lors de ce match match. Comme expliqué dans The Plain Dealer, Mayfield aurait feint d'exposer ses parties intimes au coordinateur offensif des Browns, Freddie Kitchens (en), après avoir réussi une passe de touchdown vers son tight end Darren Fells (en). Kitchens l'a plus tard défendu en disant que le geste était une inside joke ne concernant qu'eux deux. Tom Mills, agent de Mayfield, a déclaré qu'ils feraient appel de cette amende. Le 30 décembre, en dernière semaine de saison régulière, Mayfield gagne 376 yards à la passe, inscrit trois touchdowns contre trois interceptions en déplacement contre la meilleure défense de la ligue, les Ravens de Baltimore lors de la défaite de 24 à 26.
Les Browns, conduits par Mayfield, concluent leur saison 2018 avec sept victoires, leur plus grand nombre depuis 2014, huit défaites, plus petit nombre depuis 2007 et un match nul. Mayfield termine sa saison avec 3 725 yards gagnés à la passe, inscrivant 27 touchdowns, dépassant de ce fait Peyton Manning et Russell Wilson pour le plus grand nombre de touchdowns à la passe inscrits par un quarterback débutant sur une saison,.

##### Saison 2019
En première semaine contre les Titans du Tennessee, Mayfield gagne 285 yards par la passe et inscrit un touchdown, mais il se fait intercepter à trois reprises dans le quatrième quart-temps, une des interceptions étant retournée en touchdown par Malcolm Butler et les Browns perdent le match 13 à 43. Après cette défaite, Mayfield déclare qu'il pense que tout le monde doit juste être plus discipliné, que tout le monde connaît le problème et qu'ils verront si c'est juste un problème technique ou autre chose. Lors du match du lundi contre les Jets de New York la semaine suivante, dans la victoire de 23 à 3, Mayfield gagne 325 yards par la passe, dont une passe rapide de 89 yards vers son receveur Odell Beckham Jr. qui inscrit le touchdown.
Lors de la 4e semaine contre les Ravens de Baltimore, Mayfield lance pour 342 yards, un touchdown et une interception dans la victoire de 40 à 25. Contre les 49ers de San Francisco, face à une solide défense des 49ers, il connait un match très difficile avec seulement 8 passes sur 22 tentatives pour 100 yards avec deux interceptions et son équipe perd 31 à 3. La semaine suivante contre les Seahawks de Seattle, il marque son premier touchdown à la course en carrière alors que les Browns sont battus 32 à 28. Mayfield enregistre son premier match de la saison avec deux touchdowns par la passe ou plus dans la 10e semaine contre les Bills de Buffalo, avec notamment un touchdown gagnant pour Rashard Higgins (en), permettant aux Browns d'arrêter une série de quatre défaites consécutives avec une victoire de 19 à 16. Mayfield termine cette saison difficile, autant pour lui que pour l'équipe, avec 3 827 yards par la passe, 22 touchdowns contre 21 interceptions alors que les Browns concluent la saison avec un bilan de 6 victoires et 10 défaites. Malgré tout, il est le premier quarterback des Browns à commencer tous les matchs de saison régulière depuis Tim Couch en 2001.

##### Saison 2020
En 7e semaine contre les Bengals de Cincinnati, Mayfield réussit 22 passes sur les 28 tentées, gagnant 297 yards et inscrivant 5 touchdowns à la passe (son record en carrière NFL). Le dernier de ces touchdowns inscrit à la suite d'une passe vers Donovan Peoples-Jones alors qu'il ne reste que 11 secondes à jouer dans le 4e quert temps donnant la victoire aux Browns (37–34),; Mayfield est désigné meilleur joueur offensif AFC de la 7e semaine à la suite de cette performance.
Le 8 novembre 2020, Mayfield est placé sur la liste des réservistes Covid-19 ayant été en contact avec une personne infectée par le virus,. Il est réactivé trois jours plus tard.
En 13e semaine contre les Titans du Tennessee (victoire 41-35), il réussit 25 de ses 33 passes tentées, gagnant 334 yards et inscrivant 4 touchdowns à la passe. Les quatre touchdowns avant tous été inscrits en première mi-temps. Cette victoire permet aux Browns d'obtenir leur premier bilan positif en saison régulière depuis 2007. Il est désigné par FedEx Air comme le meilleur joueur NFL de la 13e semaine,.
Mayfield rencontre à nouveau les Steelers lors du match de Wild card réussissant 21 passes sur les 24 tentées pour un gain de 263 yards et 3 touchdowns. Les Browns remportent 48-37 leur premier match de phase finale depuis la saison 1994. Les Browns perdent ensuite le match de tour de division contre les Chiefs de Kansas City, Mayfield gagnant 204 yards et inscrivant un touchdown malgré une interception
Comme bilan final de la saison, Mayfield totalise 4 030 yards et 30 touchdowns pour 9 interceptions en 18 matchs joués.

##### Saison 2021
Les Browns ont activé l'option de 5e année du contrat de Mayfield d'un montant garanti de 18,9 millions de $ pour la saison 2022 le 23 avril 2021
Le 7 octobre 2021, il est révélé que Mayfield jouait avec un labrum partiellement déchiré encouru lors de la victoire de Browns en 2e semaine contre les Texans de Houston.
Mayfield a continué à jouer avec cette blessure jusqu'à ce qu'elle s'aggrave en 6e semaine contre les Cardinals de l'Arizona. Il doit ensuite faire l'impasse sur le match suivant, manquant son premier match depuis qu'il est devenu titulaire en 2018. Le 4 novembre 2021, Mayfield se blesse au genou droit (contusion) lors d'une défaite cuisante en 10e semaine contre les Patriots de la Nouvelle-Angleterre. Bien que sa blessure ne soit pas grave, l'entraîneur Kevin Stefanski décide de ne plus le faire jouer, le match étant considéré comme perdu.
Les Browns ne se qualifient pas pour la phase finale à la suite de la défaite en17e semaine contre les Steelers de Pittsburgh et la franchise annonce que Mayfield va subir une intervention chirurgicale sur le labrum déchiré et est placé sur la liste des réservistes blessés le 5 janvier 2022.
En fin de saison, Mayfield a compilé 2 010 yards et 17 touchdowns à la passe contre 13 interceptions pour 14 matchs joués.

#### Panthers de la Caroline
A l'issue d'une saison 2021 compliquée par l'accumulation de blessures, le quarterback titulaire des Browns perd la confiance de la direction de l'équipe, qui acte le recrutement de Deshaun Watson durant l'intersaison. N'étant visiblement plus dans les plans de la franchise pour occuper le poste de titulaire à la suite de cette signature, Mayfield demande à être échangé . Le 6 juillet 2022, il est transféré aux Panthers de la Caroline contre une sélection conditionnelle de 5e tour en vue de la draft 2024. Il entre ainsi en compétition avec Sam Darnold pour devenir titulaire au poste de quarterback des Panthers. Le 13 août 2022, il fait sa première apparition en tant que titulaire sous le maillot de la Caroline lors du match de présaison joué contre les Commanders de Washington.
Le 22 août, il est désigné titulaire pour le premier match de la saison régulière contre les Browns. Il y gagne 235 yards et inscrit un touchdown à la passe malgré la défaite 24 à 26 à la suite d'un field goal tardif des Browns. Mayfield subit une entorse à la cheville lors de la défaite des Panthers en 5e semaine contre les 49ers et doit être remplacé la semaine suivante contre les Rams. Mayfield revient et est désigné remplaçant de P. J. Walker pour les 8 et 9e semaines. Alors que les Panthers sont menés par les Bengals de Cincinnati 35 à 0, Mayfield monte au jeu en deuxième mi-temps Il gagne alors 155 yards et inscrit deux touchdowns à la passe mais ne peut éviter la défaite 21 à 42.
Mayfield demande et obtient d'être libéré par les Panthers le 5 décembre 2022.

#### Rams de Los Angeles
Le 6 décembre 2022, Mayfield s'engage avec les Rams de Los Angeles .

#### Buccaneers de Tampa Bay
Le 16 mars 2023, Mayfield signe chez les Buccaneers de Tampa Bay un contrat d'une saison pour un montant variant en fonction de ses performances entre 4 et 8,5 millions de dollars. Il entre en compétition avec Kyle Trask (en) pour le poste de quarterback titulaire,. Il est nommé titulaire à la suite des camps d'entraînements et obtient de solides résultats lors des premières semaines de compétition de la saison 2023.
Il est désigné meilleur joueur offensif de la NFC à la suite de sa performance lors du match de la 15e emaine gagné 34 à 20 chez les Packers au cours duquel il obtient une évaluation parfaite à la passe (en), réussissant 22 des 28 passes tentées pour un gain de 381 yards et quatre touchdowns,.
Il remporte le troisième titre consécutif de la division NFC South en gagnant une 9e victoire consécutive contre les Panthers. Il termine la saison régulière avec un bilan et des records en carrière de 28 touchdowns, 4 044 yards et un pourcentage de réussite à la passe de 64,3 %. Cette performance lui vaut d'être sélectionné pour la première fois au Pro Bowl.
Lors de la victoire 32 à 9 en tour de wild card contre les Eagles (champions en titre), il réussit 22 des 36 passes tentées pour un gain de 337 yards et trois toiuchdowns sans interception. Le Buccaneers sont éliminés en tour de division après une défaite 23 à 31 contre les Lions, Mayfield y réussissant 26 des 41 tentées pour un gain de 349 yards, trois touchdowns et deux interceptions, la dernière ayant permis aux Lions de laisser l'horloge s'écouler pour leur donner la victoire.
Le 10 mars 2024, Mayfield signe avec les Buccaneers une prolongation de contrat de trois ans pour un montant de 100 millions de dollars dont 50 sont garantis.

## Statistiques

### Universitaires
| Année       | Équipe      | Statut      | MJ |                          | Passes                   | Passes                   | Passes                   | Passes                   | Passes                   | Passes                   | Passes  |       | Courses | Courses | Courses | Courses |
| Année       | Équipe      | Statut      | MJ | Tentées                  | Réussies                 | Pct.                     | Yards                    | TD                       | Int.                     | Éval.                    | Tentées | Yards | Moy.    | TD      |         |         |
| 2013        | Texas Tech  | Fr          | 8  | 340                      | 218                      | 64,1                     | 2 315                    | 12                       | 9                        | 127,7                    | 88      | 190   | 2,2     | 3       |         |         |
| 2014        | Oklahoma    | -           | -  | Ne joue pas (inéligible) | Ne joue pas (inéligible) | Ne joue pas (inéligible) | Ne joue pas (inéligible) | Ne joue pas (inéligible) | Ne joue pas (inéligible) | Ne joue pas (inéligible) | -       | -     | -       | -       |         |         |
| 2015        | Oklahoma    | So          | 13 | 395                      | 269                      | 68,1                     | 3 700                    | 36                       | 7                        | 173,3                    | 141     | 405   | 2,9     | 7       |         |         |
| 2016        | Oklahoma    | Jr          | 13 | 358                      | 254                      | 70,9                     | 3 965                    | 40                       | 8                        | 196,4                    | 78      | 177   | 2,3     | 6       |         |         |
| 2017        | Oklahoma    | Sr          | 14 | 404                      | 285                      | 70,5                     | 4 627                    | 43                       | 6                        | 198,9                    | 97      | 311   | 3,2     | 5       |         |         |
| Totaux NCAA | Totaux NCAA | Totaux NCAA | 48 | 1 026                    | 1 497                    | 68,5                     | 14 607                   | 131                      | 30                       | 175,4                    | 404     | 1 083 | 2,7     | 21      |         |         |

### Professionnelles
| Année                    | Équipe                   | MJ |                 | Passes          | Passes          | Passes          | Passes          | Passes          | Passes          | Passes          |                 | Courses         | Courses         | Courses | Courses |     | Sacks  | Sacks |  | Fumbles | Fumbles |
| Année                    | Équipe                   | MJ | Tentées         | Réussies        | Pct.            | Yards           | TD              | Int.            | Éval.           | Tentées         | Yards           | Moy.            | TD              | Nb.     | Yards   | Nb. | Perdus |       |  |         |         |
| 2018                     | Browns de Cleveland      | 14 | 486             | 310             | 63,8            | 3 725           | 27              | 14              | 93,7            | 39              | 131             | 3,4             | 0               | 25      | 173     | 7   | 3      |       |  |         |         |
| 2019                     | Browns de Cleveland      | 16 | 534             | 317             | 59,4            | 3 827           | 22              | 21              | 78,8            | 28              | 141             | 5,0             | 3               | 40      | 285     | 6   | 2      |       |  |         |         |
| 2020                     | Browns de Cleveland      | 16 | 486             | 305             | 62,8            | 3 563           | 26              | 08              | 95,9            | 54              | 165             | 3,1             | 1               | 26      | 162     | 8   | 4      |       |  |         |         |
| 2021                     | Browns de Cleveland      | 14 | 418             | 253             | 60,5            | 3 010           | 17              | 13              | 83,1            | 37              | 134             | 3,6             | 1               | 43      | 269     | 6   | 3      |       |  |         |         |
| 2022                     | Panthers de la Caroline  | 07 | 206             | 119             | 57,8            | 1 313           | 06              | 06              | 74,4            | 16              | 052             | 3,3             | 1               | 19      | 126     | 6   | 1      |       |  |         |         |
| 2022                     | Rams de Los Angeles      | 05 | 129             | 082             | 63,6            | 0 850           | 04              | 02              | 86,4            | 15              | 037             | 2,5             | 0               | 17      | 091     | 3   | 1      |       |  |         |         |
| 2023                     | Buccaneers de Tampa Bay  | 17 | 566             | 364             | 64,3            | 4 044           | 28              | 10              | 94,6            | 62              | 163             | 2,6             | 1               | 40      | 232     | 8   | 3      |       |  |         |         |
| 2024                     | Buccaneers de Tampa Bay  | ?  | Saison en cours | Saison en cours | Saison en cours | Saison en cours | Saison en cours | Saison en cours | Saison en cours | Saison en cours | Saison en cours | Saison en cours | Saison en cours | ?       | ?       | ?   | ?      |       |  |         |         |
| Totaux NFL               | Totaux NFL               | 89 | 2 825           | 1 750           | 61,9            | 20 332          | 130             | 74              | 88,1            | 251             | 823             | 3,3             | 7               | 210     | 1 338   | 44  | 17     |       |  |         |         |
| Totaux chez les Browns   | Totaux chez les Browns   | 60 | 2 259           | 1 185           | 61,6            | 14 125          | 92              | 56              | 87,8            | 158             | 571             | 3,6             | 5               | 134     | 0 889   | 27  | 12     |       |  |         |         |
| Totaux chez les Panthers | Totaux chez les Panthers | 07 | 0 206           | 0 119           | 57,8            | 01 313          | 06              | 06              | 74,4            | 016             | 052             | 3,3             | 1               | 019     | 0 126   | 06  | 01     |       |  |         |         |
| Totaux chez les Rams     | Totaux chez les Rams     | 05 | 0 82            | 0 129           | 63,6            | 0 850           | 04              | 02              | 86,4            | 015             | 037             | 2,5             | 0               | 0 17    | 0 91    | 03  | 01     |       |  |         |         |

| Année      | Équipe                  | MJ |         | Passes   | Passes | Passes | Passes | Passes | Passes | Passes  |       | Courses | Courses | Courses | Courses |     | Sacks  | Sacks |  | Fumbles | Fumbles |
| Année      | Équipe                  | MJ | Tentées | Réussies | Pct.   | Yards  | TD     | Int.   | Éval.  | Tentées | Yards | Moy.    | TD      | Nb.     | Yards   | Nb. | Perdus |       |  |         |         |
| 2020       | Browns de Cleveland     | 2  | 71      | 44       | 62,0   | 467    | 4      | 1      | 094,0  | 8       | 14    | 1,8     | 0       | 1       | 08      | 0   | 0      |       |  |         |         |
| 2023       | Buccaneers de Tampa Bay | 2  | 77      | 48       | 62,3   | 686    | 6      | 2      | 106,3  | 4       | 31    | 7,8     | 0       | 8       | 60      | 0   | 0      |       |  |         |         |
| Totaux NFL | Totaux NFL              | 4  | 148     | 92       | 62,2   | 1 153  | 10     | 3      | 100,4  | 12      | 45    | 3,8     | 0       | 9       | 68      | 0   | 0      |       |  |         |         |

## Palmarès

### NCAA

#### Récompenses
- Vainqueur du Trophée Heisman 2017[113] ;
- Vainqueur du Maxwell Award 2017[114] ;
- Vainqueur du Walter Camp Award 2017[115] ;
- Vainqueur du Davey O'Brien Award 2017[116] ;
- Désigné meilleur joueur de la saison 2017 par l'AP (Associated Press Player of the Year)[117] ;
- Désigné meilleur joueur des saisons 2015 et 2017 par le Sporting News (Sporting News Player of the Year)[118] ;
- Vainqueur du Trophée Burlsworth 2015 et 2016[119] ;
- Désigné meilleur joueur offensif des saisons 2015 et 2017 de la conférence Big 12 (Big12 Offensive Player of the Year)[120] ;
- Désigné meilleur joueur freshman de la saison 2013 de conférence Big 12 (Big12 Offensive Freshman of the Year)[121] ;
- Sélectionné dans l'équipe type ''All-American'' à l'issue des saisons 2015 et 2017 (First-team All-American2)[122],[123] ;
- Sélectionné dans l'équipe-type de la conférence Big 12 en 2015, 2016 et 2017 (First-team All-Big 12)[124],[125],[126] ;
- Désigné meilleur rookie NFL à l'issue des semaines 3, 7, 9, 12, 14, 16 de la saison 2018 (Pepsi NFL Rookie of the Week)[127].

#### Records
- Premier étudiant walk-on transféré à avoir remporté le Trophée Heisman[128] ;
- Meilleure évaluation du quarterback de la saison 2017 avec une évaluation du quarterback de 203,8[129] ;
- Meilleure moyenne de yards gagnés par passe au cours de la saison 2017 avec 11,8 yards/passe[129].

#### Records de l'université d'Oklahoma
- Plus grand nombre de yards gagnés à la passe sur un match avec 598 yards[130] ;
- Plus grand nombre de passes de touchdowns sur un match avec 7 passes de touchdown[131] (record égalé par Kyler Murray en 2018)
- Plus grand nombre de touchdowns inscrits par un quarterback de l'université d'Oklahoma avec 137 touchdowns[132].

### NFL

#### Récompenses
- 7× débutant NFL de la semaine (en) : semaines 3, 7, 9, 12, 14, 16 et 17 en 2018[133] ;

- 2x meilleur joueur offensif AFC de la semaine : semaine 16 en 2018, semaine 7 en 2020[134],[135] ;

- Débutant de l'année par PFT (en) : 2018[136] ;

- Débutant de l'année par PFWA (en) : 2018[137] ;

- Débutant offensif de l'année par PFF : 2018[138] ;

- Sélectionné dans l'équipe type des débutants par PFWA (en) : 2018[139] ;

#### Records
- Plus grand nombre de passes de touchdowns par un quarterback débutant avec 27 passes de touchdowns[140].

#### Records de franchise
- Plus grand nombre de yards gagnés à la passe par un quarterback débutant : 3 725 yards[141].
- Plus grand nombre de matchs consécutifs avec au moins deux touchdowns inscrits à la passe :  5[142]
- Plus grand nombre yards gagnés à la passe en moyenne par match sur une saison : 266,1[142]
- Plus haute évaluation pour un quarterback débutant (rookie) : 55,7[142]
- Plus haute évaluation à la passe pour un quarterback débutant : 93,7[142]
- Plus haut pourcentage de passes réussies par un quarterback débutant : 63,8[142]
- Plus haute moyenne de yards gagnés en une passe par un quarterback débutant : 6,95[142]
- Plus haute évaluation yards gagnés par tentatives de passes par un quarterback débutant : 6,77[142]
- Plus bas pourcentage de sacks subis par rapport au nombre de passes tentées par un quarterback débutant : 4,9[142]
- Plus grand nombre de passes réussies par un quarterback débutant : 310[142]
- Plus grand nombre de yards gagnés à la passe par un quarterback débutant : 3725[143]
- Plus grand nombre de yards gagnés à la passe par match par un quarterback débutant : 266,1[142]
- Plus grand nombre de renversement de score dans le 4e quart-temps par un quarterback débutant : 3[142]
- Plus grand nombre de derniers drive gagnants par un quarterback débutant : 4[142]
- Plus grand nombre de yards gagnés à la passe sur un match par un quarterback débutant :  397[142]
- Plus grand nombre de touchdowns inscrits à la passe sur un match par un quarterback débutant : 4
- Plus grand nombre de touchdowns inscrits à la passe sur une saison par un quarterback débutant : 27[144]
- Plus grand nombre de passes réussies en un match par un quarterback débutant : 29 (Done twice, tied with Tim Couch)
- Plus haut pourcentage de passes réussies en un match par un quarterback débutant : 85 % (17/20, semaine 10 en 2018).

## Vie privée
En juin 2018, Mayfield annonce ses fiançailles avec Emily Wilkinson, ancienne coordonnatrice des patients d'une clinique de chirurgie plastique à Beverly Hills et actuelle Instagrammeuse. Il l'épouse en juillet 2019.
Mayfield est un ami très intime de Christian Yelich, joueur des Brewers de Milwaukee et MVP dans la Ligue nationale en 2018.
Baker a un frère aîné prénommé Matt.

### Problèmes légaux
Mayfield est arrêté le 25 février 2017 à Washington County dans l'Arkansas à la suite d'une intoxication publique, d'une conduite désordonnée, d'un délit de fuite et d'une résistance lors de l'arrestation. Ce jour-là, à 14 h 29, un policier avait été appelé à la suite d'un rapport de voies de fait et de bagarre. La personne qui avait requis l'officier hurlait contre Mayfield. Selon le rapport préliminaire de la police, Mayfield était incapable de marcher droit, présentait des difficultés d'élocution et de la nourriture recouvrait le devant de sa chemise. Lorsqu'il a été invité à rester sur place pour que la police puisse prendre sa déclaration, Mayfield a commencé à crier des obscénités provoquant un trouble à l'ordre public. Mayfield est finalement arrêté. Il comparait devant le tribunal le 7 avril pour l'accusation d'intoxication publique et plaide non coupable de toutes les accusations. Le 15 juin 2017, l'université d'Oklahoma le sanctionne et Mayfield doit effectuer 35 heures de service communautaire et suivre un programme d'éducation sur l'alcool.